# Amazonas (Morona Santiago)
Amazonas ist eine Ortschaft und eine Parroquia rural („ländliches Kirchspiel“) im Kanton Gualaquiza der ecuadorianischen Provinz Morona Santiago. Die Parroquia besitzt eine Fläche von 264,62 km². Die Einwohnerzahl lag im Jahr 2010 bei 412.

## Lage
Die Parroquia Amazonas liegt an der Ostflanke der Cordillera Real. Das Gebiet besitzt eine Längsausdehnung in SSW-NNO-Richtung von 27 km sowie eine maximale Breite von etwa 14,5 km. Es liegt in Höhen zwischen 1000 m und 3200 m. Der Río Cuyes, rechter Quellfluss des Río Bomboiza, durchquert das Gebiet in überwiegend südlicher Richtung und entwässert es dabei. Der etwa 1980 m hoch gelegene Hauptort Amazonas befindet sich am linken Flussufer des Río Cuyes 23,5 km westnordwestlich vom Kantonshauptort Gualaquiza.
Die Parroquia Amazonas grenzt im Westen an die Parroquias El Rosario, El Ideal und Nueva Tarqui, im Südosten an die Parroquia Bomboiza, im äußersten Süden und im Südwesten an die Provinz Zamora Chinchipe mit den  Parroquias 28 de Mayo und Tutupali (beide im Kanton Yacuambi) sowie im Nordwesten und im Norden an die Parroquias San Miguel de Cuyes und Bermejos.

## Geschichte
Die Parroquia Amazonas wurde am 17. Dezember 1951 (Registro Oficial N° 990).